# Christopher Scarver
Christopher J. Scarver Sr. (nascut el 6 de juliol de 1969) és un triple assassí condemnat nord-americà que és més conegut per assassinar els seus companys reclusos Jeffrey Dahmer, un assassí en sèrie, i Jesse Anderson, un assassí, a la Columbia Correctional Institute a 1994. Scarver va utilitzar una barra de metall de 20 polzades (51 cm) que havia tret d'un equip d'exercici a la sala de peses de la presó per colpejar i ferir mortalment a Dahmer i Anderson. Scarver va ser condemnat a dues presó perpètua més pels assassinats de Dahmer i Anderson, després de ser condemnat a cadena perpètua per l'assassinat de Steve Lohman el 1990.

## Primers anys de vida
Scarver és el segon de cinc fills i va néixer i es va criar a Milwaukee, Wisconsin. Va assistir a l'escola secundària James Madison abans d'abandonar els estudis a l'onzè grau i, finalment, va ser expulsat de la casa de la seva mare després de convertir-se en addicte a l'alcohol i la marihuana. Scarver va ser contractat com a fuster en pràctiques en un programa de treball del Wisconsin Conservation Corps. Va dir que el seu supervisor, Edward Patts, li havia promès que un cop finalitzat aquest programa seria contractat a temps complet, però Patts va ser acomiadat i, com a resultat, la posició a temps complet de Scarver mai es va materialitzar. Això va provocar que Scarver begués molt, i mentre estava borratxo, va començar a escoltar veus que l'anomenaven "l'escollit". Més tard li van diagnosticar esquizofrènia i es deia que patia deliris messiànics.

## Assassinat de Steve Lohman
L'1 de juny de 1990, Scarver va anar a l'oficina del programa d'entrenament del Wisconsin Conservation Corps i va trobar el responsable del lloc John Feyen i l'empleat Steve Lohman presents. Obligant a Lohman a caure a punta de pistola, Scarver va exigir diners a Feyen. En rebre només 15 dòlars americans d'ell (equivalent a 31 dòlars el 2021), l'enfurismat Scarver va disparar a Lohman una vegada al cap, matant-lo. Segons les autoritats, Scarver va dir llavors: "Ara creus que estic fent broma? Necessito més diners". Després de disparar a Lohman dues vegades més, ambdues post mortem, Feyen finalment va escriure a Scarver un xec de 3.000 dòlars (equivalent a 6.222 dòlars el 2021). Quan Feyen va fugir al seu cotxe a l'exterior, Scarver li va disparar però va fallar.
El 1992, Scarver va ser condemnat i condemnat a cadena perpètua i enviat a la Columbia Correctional Institute a Portage, Wisconsin.

## Assassinats de Jesse Anderson i Jeffrey Dahmer
Dos anys més tard, el matí del 28 de novembre de 1994, Scarver va ser assignat a un detall de treball amb altres dos presos: Jesse Anderson, complint pena per l'assassinat de la seva dona; i Jeffrey Dahmer, un assassí en sèrie caníbal. El detall incloïa que netejava el lavabo del gimnàs de la presó. Quan els agents de correccions van deixar els tres sense supervisió, Scarver va atacar Jeffrey Dahmer amb una barra de metall que havia tret d'un equip d'exercici a la sala de peses de la presó; després va vèncer a Jesse Anderson amb un pal de fusta a les dutxes. Va tornar a la seva cel·la i va informar a un agent de correccions: "Déu em va dir que ho fes. Jesse Anderson i Jeffrey Dahmer estan morts".
Els dos homes van resultar ferits de mort per les pallisses. Dahmer va ser declarat mort una hora després d'arribar a l'hospital, i Anderson va morir dos dies després després que els metges el van retirar del suport vital. Després de ser trobat prou competent per ser jutjat, Scarver va rebre dues condemnes a cadena perpètua més pels assassinats de Dahmer i Anderson. Es creu que Scarver va assassinar Dahmer i Anderson, que eren blancs, a causa dels assassinats de Dahmer d'homes negres, i perquè Anderson havia apunyalat la seva dona fins a la mort i després va intentar incriminar dos homes negres com els autors de l'atac. Es va citar que Scarver va dir: "Res que els blancs facin als negres és just".

### Conseqüències
El 1995, Scarver va ser traslladat a la custòdia de l'Oficina Federal de Pressons amb el número de registre #08157-045. En aquell moment, els funcionaris de la presó de Wisconsin creien que no tenien una instal·lació prou segura per allotjar Scarver. Scarver va ser sotmès a una avaluació psiquiàtrica a MCFP Springfield i més tard va ser traslladat a ADX Florence, el supermax federal de Florence, Colorado, on va romandre fins a l'any 2000.
L'any 2000, Scarver va ser transferit al Wisconsin Secure Program Facility quan es va obrir.